# Laurence Baldauff
Laurence Baldauff (* 19. November 1974 in Luxemburg (Stadt)) ist eine luxemburgisch-österreichische Bogenschützin.

## Karriere
Baldauff begann im Alter von 16 Jahren mit dem Bogenschießen. Den ersten Kontakt mit dem Sport hatte sie bei einem Sommercamp.
1993 gab sie ihr internationales Debüt bei den Weltmeisterschaften in Antalya. Nachdem sie die Qualifikation für die Olympischen Sommerspiele 2000 in Sydney verpasst hatte, zog sie sich vorerst vom professionellen Bogenschießen zurück. Kurz darauf zog sie nach Wien, wo sie ihren Ehemann kennenlernte.
2010 gab Baldauff ihr Comeback, nun unter österreichischer Flagge. 2015 nahm sie an den Weltmeisterschaften in Kopenhagen teil, wobei sie im Einzel in der dritten Phase der Eliminationsrunde ausschied sowie Platz 34 mit der Mannschaft belegte. 2014 gewann sie bei den Weltmeisterschaften im Feldbogenschießen in Zagreb die Goldmedaille in der Mannschaft.
2016 konnte sich Baldauff für die Olympischen Sommerspiele in Rio de Janeiro qualifizieren. Mit 41 Jahren und 260 Tagen war sie die älteste Teilnehmerin in der gesamten Österreichischen Mannschaft. Bei den Spielen schied sie nach Rang 41 in der Platzierungsrunde gegen die Inderin Bombayla Devi Laishram in der ersten Eliminationsrunde aus.
Seit 2018 startet Baldauff wieder für Luxemburg bei internationalen Wettkämpfen. Als Grund nannte sie untere anderem Entwicklungen im österreichischen Verband, mit denen sie sich nicht einverstanden zeigte.